# Matti Häyry
Matti Häyry (ur. 20 września 1956) – brytyjski i fiński filozof.

## Życiorys
Studiował filozofię i etykę na Uniwersytecie Helsińskim. Rozprawę doktorską napisał pod opieką fińskiego filozofa Tima Airaksinena. Obecnie mieszka w Wielkiej Brytanii i pracuje jako profesor Uniwersytetu Manchesterskiego, gdzie wykłada bioetykę i filozofię prawa. Jednocześnie zajmuje stanowisko adiunkta w Uniwersytecie Helsińskim. Członek Fińskiej Akademii Nauk od roku 2005.

## Wybrane publikacje

### Księgi
- Rationality and the Genetic Challenge: Making People Better? Cambridge Series on Law, Medicine and Ethics, 2010, Cambridge University Press.
- Cloning, Selection, and Values: Essays on Bioethical Intuitions. Helsinki: Societas Philosophica Fennica, 2007. (Acta Philosophica Fennica Vol. 81.) 197 pp.
- Liberal Utilitarianism and Applied Ethics. Electronic edition. London: Taylor & Francis Books, 2002. xi + 205 pp. LUAE.
- A Historical Introduction to Moral Philosophy. In Finnish. Hyvä elämä ja oikea käytös: Historiallinen johdatus moraalifilosofiaan. Helsinki: Helsinki University Press, 2002. 182 pp.
- Playing God: Essays on Bioethics. Helsinki: Helsinki University Press, 2001. iii + 162 pp.
- A Historical Introduction to the Theory and Applications of Utilitarian Ethics. In Finnish. Mahdollisimman monen onnellisuus: Utilitarismin historia, teoria ja sovellukset. Helsinki: WSOY, 2001. 241 pp.

### Artykuły
W języku angielskim
- Matti Häyry, Hetta Häyry. Obedience to Rules and Berkeley’s Theological Utilitarianism. „Utilitas”. 6 (2), s. 233–242, 1994.
- The historical idea of a better race. Studies in Ethics, Law, and Technology 2 (2008), Article 11 – https://web.archive.org/web/20081011201228/http://www.bepress.com/selt/vol2/iss1/art11
- Generous funding for interventive aging research now? Studies in Ethics, Law, and Technology 1 (2007), Article 13 – https://web.archive.org/web/20081122054417/http://www.bepress.com/selt/vol1/iss1/art13
- Benefiting from past wrongdoing, human embryonic stem cell lines, and the fragility of the German legal position (with T. Takala). Bioethics 21 (2007): 150–159.
- Public health and human values. Journal of Medical Ethics 32 (2006): 519–521.
- Ethicalisation in bioscience – a pilot study (with J. Takala, P. Jallinoja, S. Lötjönen and T. Takala). Cambridge Quarterly of Healthcare Ethics 15 (2006): 282–284.
- Overcritical, overfriendly? A dialogue between a sociologist and a philosopher on genetic technology and its applications (with M. Levitt). Medicine, Health Care and Philosophy 8 (2005): 377–383.
- The tension between self-governance and absolute inner worth in Kant’s moral philosophy. Journal of Medical Ethics 31 (2005): 645–647.
- The rational cure for prereproductive stress syndrome revisited. Journal of Medical Ethics 31 (2005): 606–607.
- Can arguments address concerns? Journal of Medical Ethics 31 (2005): 598–600.
- Human dignity, bioethics, and human rights (with T. Takala). Developing World Bioethics 5 (2005): 225–233.
- Precaution and solidarity. Cambridge Quarterly of Healthcare Ethics 14 (2005): 199–206.
- A defense of relativism. Cambridge Quarterly of Healthcare Ethics 14 (2005): 7-12.
- There is a difference between selecting a deaf embryo and deafening a hearing child. Journal of Medical Ethics 30 (2004): 510–512.
- Is communitarian thinking altruistic? (with T. Takala). Trames 8 (2004): 276–283.
- A rational cure for pre-reproductive stress syndrome. Journal of Medical Ethics 30 (2004): 377–378.
- Prescribing cannabis: freedom, autonomy, and values. Journal of Medical Ethics 30 (2004): 333–336.
- If you must make babies, then at least make the best babies you can? Human Fertility 7 (2004): 105–112.
- Another look at dignity. Cambridge Quarterly of Healthcare Ethics 13 (2004): 7-14.
- Philosophical arguments for and against human reproductive cloning. Bioethics 17 (2003): 447–459.
- European values in bioethics: why, what, and how to be used? Theoretical Medicine and Bioethics 24 (2003): 199–214.
- Ethics committees in Finland: their levels, methods, and point (with T. Takala). Notizie di Politeia 43 n:o 67 (2002): 60-64.
- Genetic information, rights, and autonomy (with T. Takala). Theoretical Medicine and Bioethics 22 (2001): 403–414.
- But what if we feel that cloning is wrong? Cambridge Quarterly of Healthcare Ethics 10 (2001): 205–208.
- Abortion, disability, assent and consent. Cambridge Quarterly of Healthcare Ethics 10 (2001): 79-87.

W języku fińskim
- Häyry, Heta, Matti Häyry. Järki moraalin perustana. „Ajatus”, 1997. (fiń.).brak numeru strony